# مستقل آباد
مستقل آباد هي بلدة في مقاطعة كسبي في ولاية قشقداريا في أوزبكستان.